# إيرينا بروك
إيرينا بروك (بالفرنسية: Irina Brook)‏؛ هي ممثلة مسرح وأفلام فرنسية، ولدت في 5 أبريل 1962، في باريس في فرنسا.

## وصلات خارجية
- إيرينا بروك على موقع IMDb (الإنجليزية)
- إيرينا بروك على موقع ألو سيني (الفرنسية)
- إيرينا بروك على موقع أول موفي (الإنجليزية)
- إيرينا بروك على موقع قاعدة بيانات الفيلم (الإنجليزية)
- إيرينا بروك على موقع كينوبويسك (الروسية)